# 贝特尔曼
贝特尔曼（法語：Berthelming，法語發音：[bɛʁtəlmɛ̃]）是法国摩泽尔省的一个市镇，属于萨尔堡-萨兰堡区。

## 地名
该地名“Berthelming”发音为[bɛʁtəlmɛ̃]而非[bɛʁtəlmiŋ]，《世界地名译名词典》将其误译作“贝特尔明”。

## 地理
贝特尔曼（48°48'58"N, 7°0'21"E）面积10.67 平方千米，位于法国大東部大區摩泽尔省，该省份为法国东北部内陆省份，是洛林的一部分，西南接默尔特-摩泽尔省，东临下莱茵省，北与卢森堡和德国接壤。
与贝特尔曼接壤的市镇（或旧市镇、城区）包括：贝特博恩、戈塞尔曼、米特赛姆、罗默尔凡、圣让德巴塞勒。
贝特尔曼的时区为UTC+01:00、UTC+02:00（夏令时）。

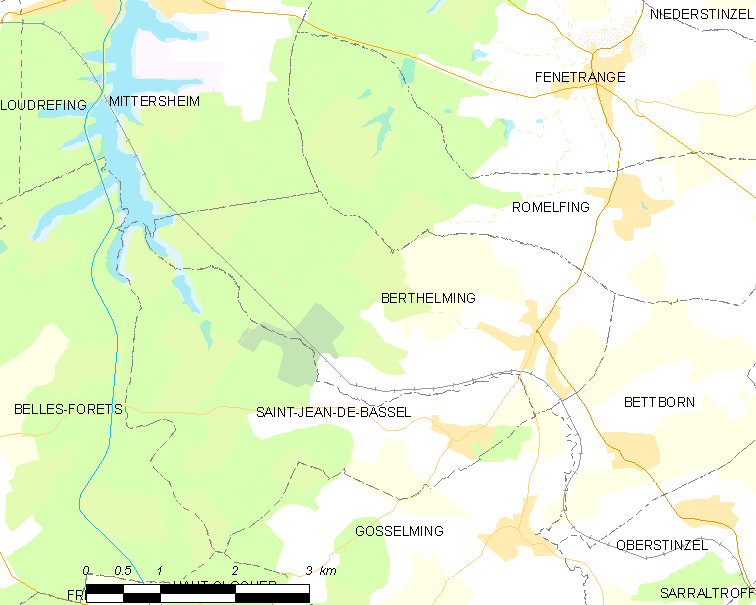
贝特尔曼的OSM定位图

## 行政
贝特尔曼的邮政编码为57930，INSEE市镇编码为57066。

## 政治
贝特尔曼所属的省级选区为萨尔堡县。

## 人口

1962-2008年间贝特尔曼人口变化图示

贝特尔曼于2022年1月1日时的人口数量为508人。